# Robert Boyle (scenografo)
Robert Francis Boyle (Los Angeles, 10 ottobre 1909 – Los Angeles, 1º agosto 2010) è stato uno scenografo e direttore artistico statunitense.
Boyle ha curato la scenografia di molti film, tra cui Arrivano i russi, arrivano i russi, Gli uccelli, Il più bel casino del Texas e Il promontorio della paura.
Gli è stato conferito l'Oscar alla carriera nel 2008.

## Filmografia parziale
- Il promontorio della paura (Cape Fear), regia di J. Lee Thompson (1962)
- Gli uccelli (The Birds), regia di Alfred Hitchcock (1963)
- Marnie, regia di Alfred Hitchcock (1964)
- Arrivano i russi, arrivano i russi (The Russians Are Coming, the Russians Are Coming), regia di Norman Jewison (1966)
- Ladri sprint (Fitzwilly), regia di Delbert Mann (1967)
- Il più bel casino del Texas (The Best Little Whorehouse in Texas), regia di Colin Higgins (1982)